# SN 2012V
SN 2012V – supernowa typu Ia, odkryta 25 stycznia 2012 roku w galaktyce NGC 6829. W momencie odkrycia miała maksymalną jasność 16,1m.